# Oospira duci
Oospira duci là loài ốc thuộc họ Clausiliidae. Tên của loài này được đặt theo tên của nhà sinh vật học Lê Thiện Đức. Oospira duci được phát hiện lần đầu tại Khu bảo tồn thiên nhiên Pù Luông, gần một núi đá vôi tại khu vực làng Am, 20°27.39'N 105°13.65'E, Thanh Hóa, Việt Nam.

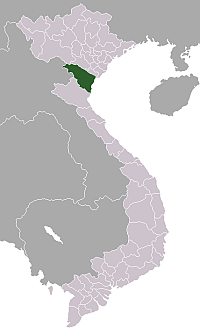
Tỉnh Thanh Hóa, nơi phát hiện loài ốc Oospira duci